# Morinda callicarpifolia
Morinda callicarpifolia är en måreväxtart som beskrevs av Y.Z.Ruan. Morinda callicarpifolia ingår i släktet Morinda och familjen måreväxter. Inga underarter finns listade i Catalogue of Life.